# Lijst van Stolpersteine in Putten

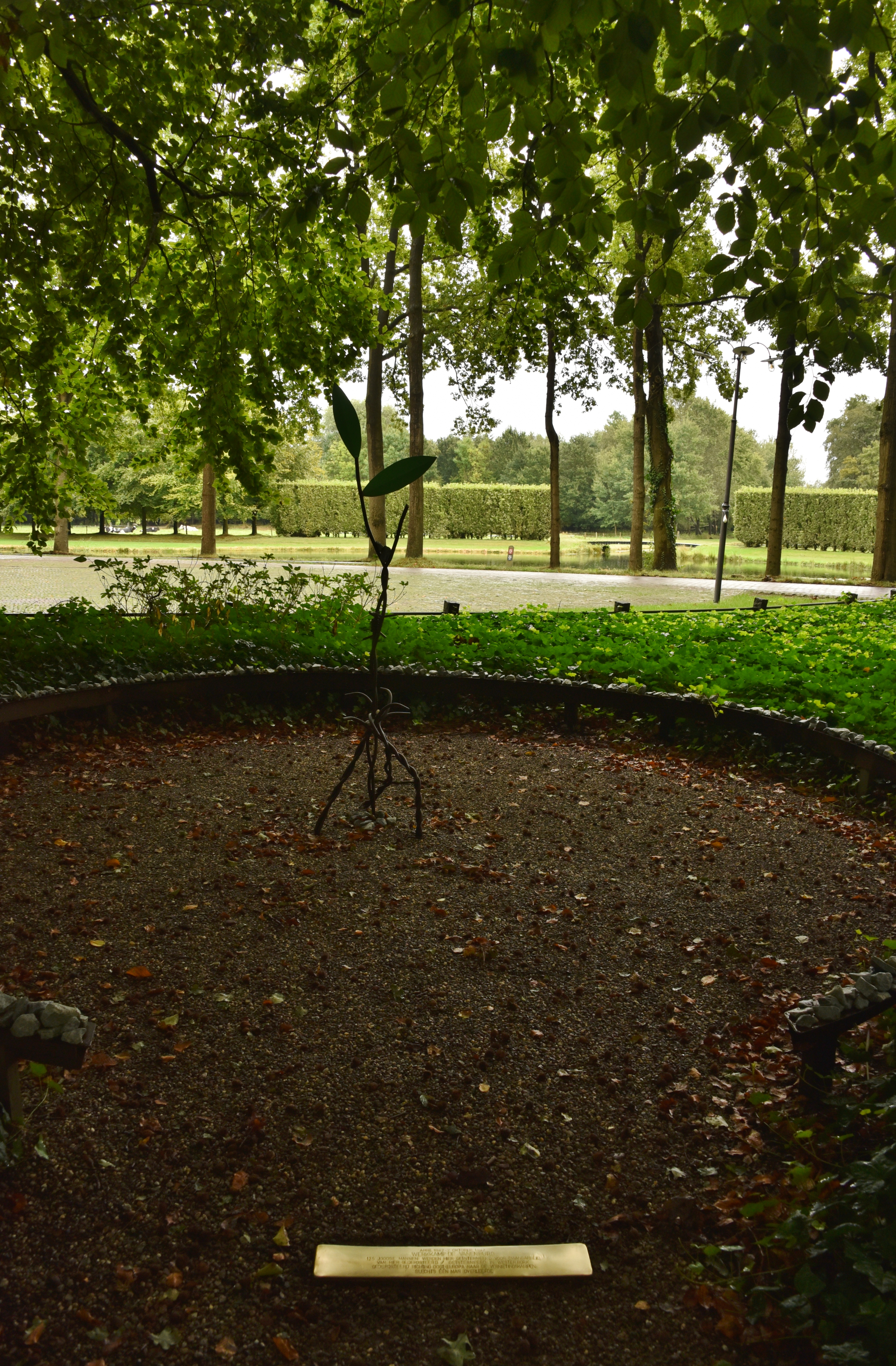
Stolperdrempel in Putten voor 125 gedeporteerde Joodse dwangarbeiders

De lijst van Stolpersteine in Putten  geeft een overzicht van de gedenkstenen die in de gemeente Putten in de Nederlandse provincie Gelderland zijn geplaatst in het kader van het Stolpersteine-project van de Duitse beeldhouwer-kunstenaar Gunter Demnig.
Stolpersteine zijn opgedragen aan slachtoffers van het nationaalsocialisme, al diegenen die zijn verdreven, gedeporteerd, vermoord, gedwongen te emigreren of zelfmoord te plegen door het nazi-regime. Demnig legt voor elk slachtoffer een aparte steen, meestal voor de laatste zelfgekozen woning.
Omdat het Stolpersteine-project doorloopt, kan deze lijst onvolledig zijn.

## Stolpersteine
In de gemeente Putten liggen elf Stolpersteine op drie adressen en ook een Stolperdrempel.

### Putten
| Afbeelding | Inscriptie | Adres                 | Herdachte persoon                          |
| ---------- | --- | --------------------- | ------------------------------------------ |
|            | HIER WOONDE JULIUS BREITBARTH GEB. 1869 GEARRESTEERD 9-1-1943 GEDEPORTEERD UIT WESTERBORK VERMOORD 21-1-1943 AUSCHWITZ                             | Grieteweg 10          | Julius Breitbarth (1869-1943)              |
|            | HIER WOONDE ERICH FEILCHENFELD GEB. 1887 GEARRESTEERD 18-11-1942 GEDEPORTEERD 24-11-1942 UIT WESTERBORK VERMOORD 27-11-1943 AUSCHWITZ              | Harderwijkerstraat 91 | Erich Feilchenfeld (1887-1942)             |
|            | HIER WOONDE JEANETTE FEILCHENFELD- HERZFELD GEB. 1866 GEARRESTEERD 18-11-1942 GEDEPORTEERD 24-11-1942 UIT WESTERBORK VERMOORD 27-11-1943 AUSCHWITZ | Harderwijkerstraat 91 | Jeanette Feilchenfeld-Herzfeld (1866-1942) |
|            | HIER WOONDE LOUIS VAN HASSELT GEB. 1879 GEARRESTEERD 18-11-1942 GEDEPORTEERD UIT WESTERBORK VERMOORD 27-11-1942 AUSCHWITZ                          | Stationsstraat 82     | Louis van Hasselt (1879-1942)              |
|            | HIER WOONDE BETJE VAN HASSELT- VAN GEUNS GEB. 1880 GEARRESTEERD 18-11-1942 GEDEPORTEERD UIT WESTERBORK VERMOORD 27-11-1942 AUSCHWITZ               | Stationsstraat 82     | Betje van Hasselt-van Geuns (1880-1942)    |
|            | HIER WOONDE LAZARUS ISRAEL GEB. 1893 GEARRESTEERD 9-1-1943 GEDEPORTEERD UIT WESTERBORK VERMOORD 21-1-1943 AUSCHWITZ                                | Grieteweg 10          | Lazarus Israël (1893-1943)                 |
|            | HIER WOONDE ARTHUR MEIJER GEB. 1874 GEDEPORTEERD 2-2-1943 UIT WESTERBORK VERMOORD 5-2-1943 AUSCHWITZ                                               | Harderwijkerstraat 91 | Arthur Meijer (1874-1943)                  |
|            | HIER WOONDE HELENE MEIJER-COHEN GEB. 1879 GEDEPORTEERD 2-2-1943 UIT WESTERBORK VERMOORD 5-2-1943 AUSCHWITZ                                         | Harderwijkerstraat 91 | Helene Meijer-Cohen (1879-1943)            |
|            | HIER WOONDE EPHRAIM DE ROOIJ GEB. 1920 GEARRESTEERD 4-10-1942 GEDEPORTEERD UIT WESTERBORK VERMOORD 31-3-1944 MIDDEN-EUROPA                         | Harderwijkerstraat 91 | Ephraim de Rooij (1920-1944)               |
|            | HIER WOONDE HARTOG DE ROOIJ GEB. 1887 GEARRESTEERD 10-10-1942 GEDEPORTEERD UIT WESTERBORK VERMOORD 26-10-1942 AUSCHWITZ                            | Harderwijkerstraat 91 | Hartog de Rooij (1887-1942)                |
|            | HIER WOONDE ANNA DE ROOIJ-POLAK GEB. 1886 GEARRESTEERD 18-11-1942 GEDEPORTEERD UIT WESTERBORK VERMOORD 3-12-1942 AUSCHWITZ                         | Harderwijkerstraat 91 | Anna de Rooij-Polak (1886-1942)            |

## Stolperdrempel
Voor Kasteel De Vanenburg, Vanenburgerallee 13, ligt een Stolperdrempel gewijd aan 125 gedeporteerde Joodse dwangarbeiders.
| Afbeelding | Inscriptie | Adres               | Herdachte persoon                       |
| ---------- | --- | ------------------- | --------------------------------------- |
|            | APRIL 1942-2 OKTOBER 1942 WERKKAMP DE VANENBURG 125 JOODSE MANNEN WERDEN HIER GEÏNTERNEERD VOOR DWANGARBEID VAN HIER GEDEPORTEERD / GEÏNTERNEERD IN WESTERBORK GEDEPORTEERD RICHTING OOST-EUROPA NAAR DE VERNIETIGINGSKAMPEN SLECHTS ÉÉN MAN OVERLEEFDE | Vanenburgerallee 13 | 125 gedeporteerde Joodse dwangarbeiders |

## Data van plaatsingen
- 27 januari 2023: elf Stolpersteine op Grieteweg 10, Harderwijkerstraat 91, Stationsstraat 82 en een Stolperdrempel op Vanenburgerallee 13